# Karl Heimburger
Karl Friedrich Heimburger (* 1. November 1859 in Ottenheim (Schwanau); † 16. April 1912 in Illenau) war ein deutscher Lehrer und Politiker.

## Leben
Als Sohn eines Land- und Gastwirts geboren, studierte Heimburger nach dem Besuch des Humanistischen Gymnasiums Lahr und des Gymnasiums in Freiburg im Breisgau Klassische Philologie und Neuere Sprachen in Freiburg, Leipzig und Heidelberg. Während seines Studiums wurde er 1879 Mitglied der Freiburger Burschenschaft Teutonia. Er war Einjährig-Freiwilliger beim 5. Badischen Infanterie-Regiment Nr. 113. 1887 wurde er zum Dr. phil. promoviert und ging als Lehramtspraktikant ans Gymnasium Bruchsal. Nach Studien in Paris um 1890/91 wurde er 1891 Professor an der Realschule, 1894 an der Oberrealschule in Karlsruhe. Dort wurde er 1905 Direktor, wechselte aber in gleicher Position 1908 ans Humboldt-Gymnasium Karlsruhe. Von 1891 bis 1895 und von 1899 bis 1912 war er Abgeordneter der Zweiten Kammer der Badischen Ständeversammlung. Er gehörte der Badischen Fortschrittlichen Volkspartei an. 1893 wurde er Stadtverordneter in Karlsruhe. Er war auch Erster Vorsitzender des dortigen Demokratischen Vereins. Von 1901 bis 1904 und von 1907 bis 1910 war er Zweiter Landtags-Vizepräsident und Fraktionsführer seiner Partei. Er war Vorsitzender der Fortschrittlichen Volkspartei Badens. Er machte sich auch als Sprachforscher um die Ottenheimer Mundart verdient, mit der er sich seit seiner Doktorarbeit beschäftigt hatte. 1911 wurde er in die Irrenanstalt Illenau eingewiesen.

## Ehrungen
- 1908: Orden vom Zähringer Löwen, Ritterkreuz 1. Klasse